# كيني كونولي
كيني كونولي (بالإنجليزية: Kenny Connolly)‏ (4 أبريل 1987 بغلاسكو في المملكة المتحدة - ) هو لاعب كرة قدم بريطاني في مركز الوسط. لعب مع نادي ماذرويل ونادي كلايد وAuchinleck Talbot F.C. ‏ وKirkintilloch Rob Roy F.C. ‏ ونادي آير يونايتد.

## وصلات خارجية
- كيني كونولي على موقع Soccerbase.com (لاعب) (الإنجليزية)